# Thomas-Augustin de Schietere de Lophem
Thomas Augustin Joseph de Schietere (Brugge, 19 juni 1734 - 24 januari 1786), heer van Loppem, was een Zuid-Nederlands edelman.

## Levensloop
Hij was een zoon van Philippe-Charles de Schietere en van Marie-Alexandrine de Fraula en werd het familiehoofd van de tak de Schietere de Lophem. 
Hij studeerde aan het jezuïetencollege in Arras waar hij in 1754 zijn dissertatie van filosofie verdedigde.
In 1755 werd hij poorter van Brugge en werd onmiddellijk tot raadslid benoemd. Hij werd in september van dat jaar schepen van de stad en bleef dit tot in 1771.
Hij werd lid van het visambacht (een voorrecht waar de afstammelingen de Schietere van genoten), was gouverneur van de Bogaerdenschool en lid en proost van de Edele Confrérie van het Heilig Bloed.
In  1763 trouwde hij met Marie-Anna Anchemant (1744-1771). Op 21 november 1771 hertrouwde hij met Brunona Le Gillon (1745-1818). Dit tweede huwelijk was niet gelukkig en in 1780 volgde een scheiding van tafel en bed.
Hij werd in de kerk van Loppem begraven, samen met zijn eerste vrouw, onder een mausoleum in wit marmer. Aan deze kerk schonk hij:
- de relieken van de heilige Martinus, in een reliekschrijn gemaakt door juwelier Andries Petyt;
- een zilveren schel;
- een zilveren monstrans.

Hij verzamelde heel wat boeken die door zijn kinderen werden geërfd. Hij bezat ook een hotel langs de Dijver (komende van zijn schoonmoeder Anchemant), huizen in de Eekhoutstraat en op de Markt, hofsteden, landbouwgrond weiden en bossen verspreid in het Brugse Vrije.

## Kinderen
Zijn drie kinderen uit het eerste huwelijk waren:
- Marie-Anne de Schietere (1764-1804), gehuwd in 1784 met Joseph van Huerne de Puyenbeke (1752-1841).
- Marie-Caroline de Schietere (1765-1773).
- Thomas-Louis de Schietere de Lophem (1769-1824), burgemeester van Loppem, gehuwd met Anne Thérèse Stockhove (1776-1847).